# Jörg Diesch
Jörg Diesch, född den 29 september 1951 i Friedrichshafen, är en västtysk seglare.
Han tog OS-guld i Flying Dutchman i samband med de olympiska seglingstävlingarna 1976 i Montréal.